# D52 (hunebed)
Hunebed D52 ligt in de nabijheid van Diever in de Nederlandse provincie Drenthe. Het hunebed ligt ten noordoosten van Diever aan de Groningerweg.

## Bouw
Het hunebed wordt toegeschreven aan de trechterbekercultuur. Het heeft een poortsteen en zes dekstenen. Drie van deze dekstenen liggen in de grafkelder. Ook zijn er twee sluitstenen en veertien draagstenen.
D52 heeft een noordoostelijk-zuidwestelijk gerichte lengteas.
Het hunebed is 14,5 meter lang en 4,8 meter breed.

## Geschiedenis
Dit hunebed wordt al in de 17e eeuw vermeld. Het staat afgebeeld op de Franse kaarten (1811-183).  
Nicolaas Westendorp schrijft in 1822 dat de schout van Rooijen vermeldt dat in een van de grote stenen een hand is uitgehouwen (zie ook napjessteen), maar deze deksteen is verdwenen. In 1818 zou het hunebed nog ongeschonden zijn.
Het Rijk besloot pas op 20 oktober 1871 de akker en het hunebed, dat onder een schuur was gelegen, aan te kopen van Hendrik ter Mast.

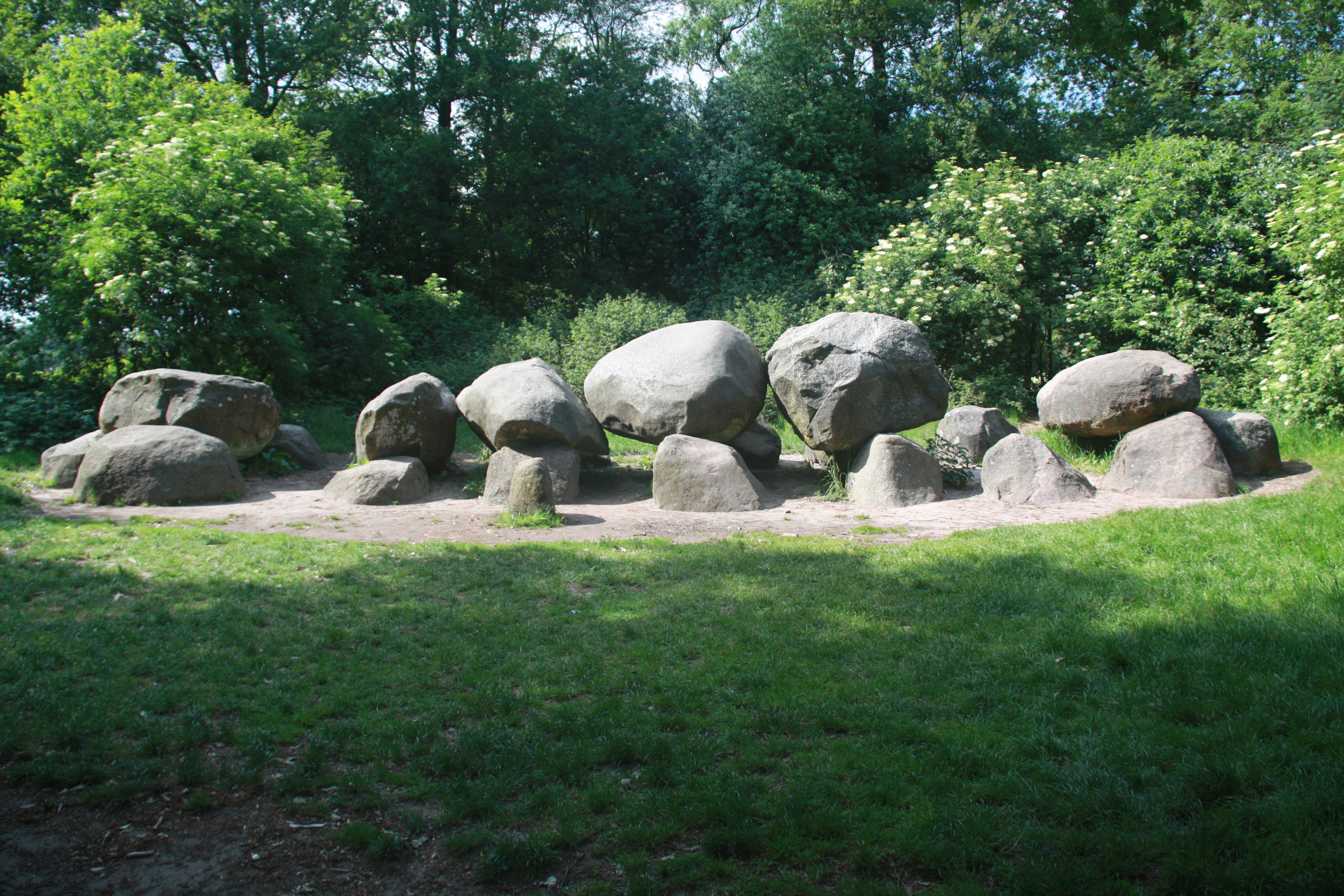
Het hunebed in 2010

Professor A.E. van Giffen was de eigenaar van het naastgelegen landgoed Heezeberg. Dit hunebed lag als het ware in zijn achtertuin. Hij vermeldt over het hunebed: "Het hunebed verkeert in geheel vervallen staat, zoodat zelfs enkele hoofdbijzonderheden nauwelijks herkenbaar zijn; het geheel is dan ook zonder meer niet reconstrueerbaar". Het hunebed is in de jaren 1953/54 toch gerestaureerd onder leiding van de archeoloog, alhoewel men tegenwoordig vindt dat dit niet verantwoord was.
J. van der Muur verzamelde aardewerk bij D52 en dit is inmiddels in bezit van het Hunebedcentrum te Borger. Er werd ook een pijlpunt van vuursteen gevonden, maar dit is inmiddels verloren gegaan. Er werd in 2007 een rapport over het aardewerk geschreven.
In november 2008 zijn drie dekstenen met blauwe verf beklad en in het voorjaar van 2011 raakte het hunebed beschadigd door een vuur, waardoor er een grote scheur is ontstaan in een van de draagstenen.

## Omgeving
Op een paar honderd meter van D52 ligt een steenkist waar vijf trechterbekers, een schaal, een zuigflesje, bijlen, pijlpunten en een kraal van barnsteen werd aangetroffen. Ook werden de resten van twee mensen aangetroffen.
In een akker bouwland, niet ver van het hunebed te Diever, is een fraai oud-Germaansche urn gevonden, gevuld met as, houtskool en beenderen. De urn werd aangekocht door het Museum van Oudheden te Assen.
Ook aan de andere kant van Diever heeft een hunebed gelegen. Hier is nu slechts een dekheuvel overgebleven (D52a). De heuvel wordt Pottiesbargien (het Potjesbergje) genoemd, er is veel aardewerk gevonden.
Van Giffen vond ook tussen Diever en Wapse een kringgreppelurnenveld, waar zeer fraaie urnen zijn gevonden.